# Fréland
Fréland je francouzská obec v departementu Haut-Rhin v regionu Grand Est. V roce 2014 zde žilo 1 373 obyvatel.

## Poloha obce
Sousední obce jsou: Aubure, Kaysersberg-Vignoble, Lapoutroie a Sainte-Marie-aux-Mines.

## Vývoj počtu obyvatel
Počet obyvatel